# Квинт Фабий Лабеон (консул)
Квинт Фа́бий Лабео́н (лат. Quintus Fabius Labeo; умер, предположительно, после 167 года до н. э.) — римский военачальник и политический деятель из патрицианского рода Фабиев, консул 183 года до н. э.

## Происхождение
Квинт Фабий принадлежал к одному из самых знатных и влиятельных патрицианских родов Рима. Поздние источники возводили родословную Фабиев к сыну Геракла и италийской нимфы, утверждая также, что вначале этот род назывался Фодии (от латинского fodere — «рыть»), поскольку его представители с помощью ям ловили диких зверей. Антиковед Т. П. Уайзмен назвал это объяснение «достаточно необычным, чтобы быть правдой».
Согласно Капитолийским фастам, у отца и деда Квинта Фабия был тот же преномен — Квинт.

## Биография
Карьера Квинта Фабия началась в 196 году до н. э. с квестуры. Будучи одним из городских квесторов, он, совместно с коллегой Луцием Аврелием, потребовал с жреческих коллегий авгуров и понтификов выплатить недоимки по налогам за военные годы; те обратились за помощью к народным трибунам, но, в конце концов, были вынуждены заплатить.
В 189 году до н. э. Лабеон занял должность претора. По результатам жеребьёвки он получил командование флотом в Антиоховой войне, но к моменту его прибытия в Эгеиду уже был заключён мир. Тогда, «дабы не оказалось, что преторский год он провёл праздно», Квинт Фабий отправился на Крит и потребовал от местных городов, чтобы те освободили содержавшихся в рабстве на острове римлян и италиков. Угрозами начать войну претор добился освобождения четырёх тысяч человек. Затем он добился вывода селевкидских гарнизонов из городов Энос и Маронея во Фракии и установил границы между этими общинами и Македонией. В 188 году до н. э., по приказу проконсула Гнея Манлия Вульсона, Лабеон принял у царя Антиоха 50 военных кораблей и во исполнение условий мира сжёг их у города Патара. Затем он взял штурмом город Тельмесс в Ликии, собрал весь свой флот в Пирее и уплыл обратно в Италию.
По возвращении в Рим Квинт Фабий получил морской триумф, несмотря на протест народных трибунов и заявления недоброжелателей о том, что он «врага в глаза не видал». В 185 году до н. э. Лабеон выдвинул свою кандидатуру в консулы. Его соперниками стали ещё трое патрициев — Сервий Сульпиций Гальба, Луций Эмилий Павел (впоследствии Македонский) и Публий Клавдий Пульхр. Лабеон считался фаворитом, но Пульхр получил очень энергичную поддержку от своего брата — Аппия Клавдия, консула этого года, руководившего выборами, и в результате был избран «к удивлению для себя и вопреки общему ожиданию».
Годом позже Квинт Фабий, всё-таки, был избран консулом (на 183 год до н. э.). Его коллегой стал плебей Марк Клавдий Марцелл; оба консула получили в качестве провинции Лигурию, а Лабеон остался в этом регионе и на следующий год с полномочиями проконсула, но какие-либо серьёзные успехи им достигнуты не были.
В свой консульский год Квинт Фабий был одним из триумвиров, занимавшихся организацией колонии Сатурния в Этрурии; известно, что годом ранее он участвовал в выводе колоний в Полленцию и Пизавр. В 180 году до н. э. Лабеон стал членом коллегии понтификов, заняв место умершего Луция Валерия Флакка. О его дальнейшей судьбе точно ничего не известно: в сохранившейся части «Истории Рима от основания города» Тита Ливия о смерти Квинта Фабия ничего не говорится, и при этом некий Лабеон фигурирует среди десяти легатов, занимавшихся организацией нового порядка на Балканах после Третьей Македонской войны (167 год до н. э.). Речь может идти именно о Квинте Фабии.
Античные авторы рассказывают о ещё одном эпизоде из жизни Лабеона, который не имеет точных датировок. Сенат поручил Квинту Фабию уладить спор о границах между Неаполем и Нолой, и он, «прибыв на место, убеждал отдельно обе стороны не проявлять жадности, не требовать лишнего и лучше отказаться от своего, чем пожелать чужого». В результате участники спора настолько умерили свои претензии, что между ними оказалась полоса ничейной земли. Лабеон сделал эту землю собственностью Рима.

## Интеллектуальные занятия
Светоний утверждает, что Лабеон был поэтом и мог помогать драматургу Публию Теренцию Афру в его творчестве.

## Потомки
В 124 и 114 годах до н. э. должность монетария Римской республики занимал ещё один Квинт Фабий Лабеон, который был, предположительно, внуком Лабеона-консула и увековечил на монетах отдельные эпизоды из биографии своего деда. Историки отождествляют этого монетария с Квинтом Фабием, сыном Квинта, Лабеоном, занимавшим приблизительно в конце II века должность претора и управлявшим провинцией Ближняя Испания.